# 奥里科拉
奥里科拉（義大利語：Oricola），是意大利阿奎拉省的一个市镇。总面积18.4平方公里，人口1124人，人口密度61.1人/平方公里（2009年）。ISTAT代码为066062。